# Војна музика
Војна музика се данас најчешће практикује на церемонијама, дизањима застава, постројавањима, парадама и др. У прошлости је имала и практичну сврху - у ратном метежу звук трубе или бубња је преносио наређења, јер се сигнал боље чује од гласа. Војна музика је поједностављена, инструменти су перкусије и дувачки инструменти. Обично су - из практичних разлога - сви инструменти лако преносиви. Из војне музике се развила лимена музика, музика лимених инструмената, војни устројена, а која се изводи на колеџима.
- Оркестар Француске легије странаца
- Оркестар војске Аустрије
- Оркестар Ваздухопловства Немачке